# Favria
Favria és un comune (municipi) de la ciutat metropolitana de Torí, a la regió italiana del Piemont, situat a uns 30 quilòmetres al nord de Torí. A 1 de gener de 2019 la seva població era de 5.247 habitants.
Favria limita amb els següents municipis: Rivarolo Canavese, Busano, Oglianico i Front.

## Llocs d'interès
Església de San Pietro Vecchio. Acull frescos del segle xv de Domenico della Marca di Ancona. De l'edifici original dels segles xi i xii, actualment es conserven la base del campanar i l'absis romànic. L'aspecte actual data de la restauració del segle xviii.